# Leucania ochrea
Leucania ochrea là một loài bướm đêm trong họ Noctuidae.